# Azouza
Azouza (Iɛezzuzen) est un village dans la commune de Larbaâ Nath Irathen, en Algérie.

## Personnalités liées au village
- Abane Ramdane, l'architecte de la guerre d'indépendance algérienne lors du congrès de la Soummam en août 1956, est né en 1920 à Azouza, où sa maison a été transformée en musée lui rendant hommage[2].
- Bélaïd Abane, né à Azouza, auteur d'ouvrages et professeur des universités de Paris en médecine.
- Rabah Ouferhat, chanteur algérien né le 12 mars 1952.